# Actinote aliteria
Actinote aliteria är en fjärilsart som beskrevs av Carl Heinrich Hopffer 1874. Actinote aliteria ingår i släktet Actinote och familjen praktfjärilar. Inga underarter finns listade i Catalogue of Life.